# Coran

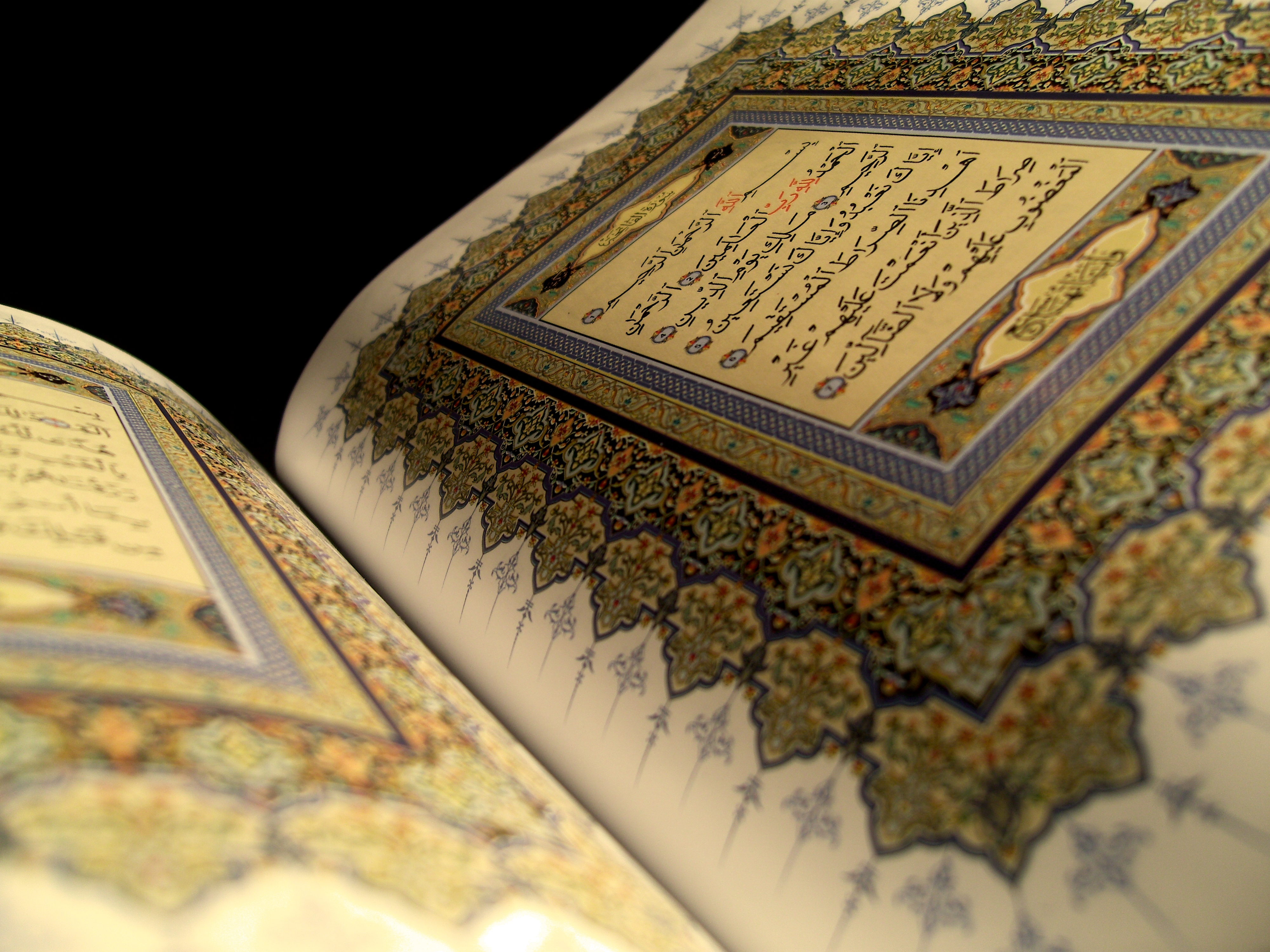
Coranul

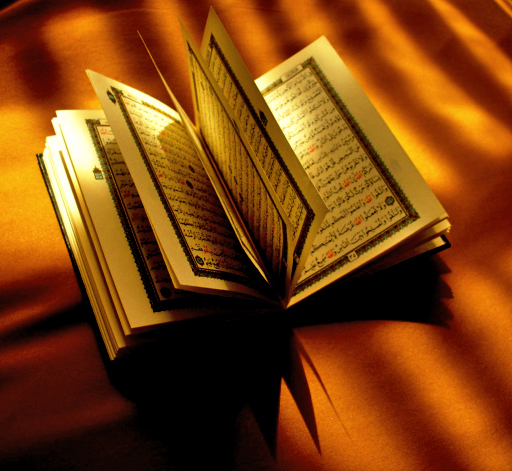
Coranul

Coranul (în engleză: Qur'an) (pronunție românească: /koran/; în arabă: القرآن al-Qur'ān, însemnând „Recitare”, derivat de la verbul qara’a „a recita cu voce tare”) este cartea sacră a tuturor musulmanilor și cuprinde revelațiile făcute de Dumnezeu (arabă: ألله Allāh), prin intermediul îngerului Ğibrīl (Gavril, Gabriel), profetului Muhammad, direct în limba arabă. În acest sens, Coranul este considerat a fi însuși Cuvântul lui Dumnezeu, ce se află din preeternitate cuprins în Umm al-Kitāb – „Maica Scripturii” aflată în ceruri pe al-Lawh al-Mahfūz – „Tabla Păstrată”, după cum se arată chiar într-un verset coranic:
Acesta este un preaslăvit Coran de pe Tabla Păstrată! (Coranul, LXXXV, 21-22).
Pentru musulmani, Coranul nu este doar cartea sacră revelată de către divinitate, definită ca o sumă de concepte în care se crede, o sinteză de precepte etice, o conduită de viață spirituală, un codice civil ce răspunde problemelor vieții cotidiene, ci și „o inimitabilă simfonie ale cărei sunete îi mișcă pe oameni până la lacrimi sau îi duce pe culmile extazului”, cum spunea Marmaduke Pickthall, în prefața traducerii sale a Coranului în engleză. Poate fi considerat un Abecedar biblic.
Conform tradiției islamice, profetul Muhammad a fost ales să spună în cea mai pură limbă arabă – așa cum este considerată araba coranică de către exegeții musulmani – atât noul mesaj trimis de Dumnezeu omenirii, precum și ceea ce revelase parțial, din aceeași matrice celestă, Umm al-Kitāb (Maica Scripturii), profeților anteriori, cu precădere, lui Abraham (Ibrāhīm), Noe (Nūh), Ionah (Yūnus), Moise (Mūsā) și lui Iisus Hristos (Issā al-Masīh) – care, în viziunea coranică, este doar un mare profet:
Trimisul a crezut în ceea ce a fost pogorât asupra sa de la Domnul său. El, laolaltă cu credincioșii, au crezut în Dumnezeu, în îngerii Săi, în cărțile Sale, în trimișii Săi. “Noi nu facem deosebire între trimișii Săi.” Și ei au spus: “Ascultăm și ne supunem! Iertarea Ta, Domnul nostru, căci întru Tine este devenirea!” (Coranul, II, 285).

## Surelemeccaneșimedinite
Revelația coranică se întinde pe o perioadă de aproximativ 23 de ani, 609\610-632, împărțită de anul 622, anul când profetul Muhammad a părăsit Mecca pentru a se stabili la Yathrīb – Medina (ar.: madīna, cuvânt derivat de la dīn „lege”, „religie, cu sensul de „locul legii”, locul unde a învins religia islamică) – împreună cu adepții săi, an care marchează, de altfel, începutul erei islamice, în două părți: cea meccană în care predomină surele scurte cu caracter vizionar și prevestitor, în proză ritmată și rimată (ar.: sağ‘), cu afirmarea unicității lui Dumnezeu (ar.: tawhīd), cu profeții asupra Vieții de Apoi (ar.: al-'Ahira) când oameni vor fi răsplătiți cu raiul și pedepsiți cu iadul, după fapte, și perioada medinită, cu sure lungi, mai puțin ritmate și rimate, cu multe îndrumări legislative pentru comunitatea islamică deja formată, cu condamnarea vehementă a politeismului, cu acuzații aduse evreilor, și într-o mai mică măsură, creștinilor, cu privire la falsificarea propriilor lor cărți sfinte etc. - fie si prin fapte.

## Forma scrisă a Coranului
Coranul canonizat, așa cum este cunoscut astăzi, este format din 114 capitole (sure), de lungimi diferite, de la minimum 3 până la maximum 287 de versete (cât are sura Al-baqara „Vaca”), dispuse nu cronologic, ci după lungime, în ordine aproximativ descrescătoare, începând cu cea de-a doua sură. Toate surele, cu excepția celei de-a IX-a, au în frunte sintagma bi-smi-llāhi-r-rahmāni-r-rahīmi „În numele lui Dumnezeu cel Milos și Milostiv”.
Textul coranic nu a fost strâns într-o carte în timpul vieții profetului Muhammad, ci a fost doar memorat de către însoțitorii săi, iar, uneori, anumite versete au fost notate pe foi de palmier, omoplați de cămilă, bucăți de ceramică etc.
Coranul a fost revelat, conform tradiției islamice, profetului Muhammad de către îngerul Gabriel (Gavriil; ar.: Ğibrīl) în numeroase ocazii între anii 610 și moartea lui Muhammad în 632. Pe lângă faptul că îi memorau revelațiile, unii dintre însoțitorii săi le-au notat, sporadic, pe pergamente, pietre, omoplați de cămilă.
Schematic, tradiției spune că după moartea profetului Muhammad (632), Abu-Bakr, primul calif, i-a poruncitt lui  Zayd bin Thabit să strângă și să noteze toate versetele autentice ale Coranului, după cum erau păstrate în forma scrisă sau orală. Exemplarul lui Zayd, păstrat de văduva profetului Muhammad, Hafsa bint Umar, stă la baza textului coranic întocmit în vremea celui de-al treilea calif, Osman ibn Affan, între anii 650 și 656, care a poruncit alcătuirea unui exemplar model, care să înlăture toate diferențele survenite cu timpul între versiuni, acest exemplar rămând fundamental până acum. El a trimis copii ale acestui exemplar în toate provinciile califatului, și a ordonat ca toate celelalte variante să fie distruse, fiind considerate de atunci ca inexacte. Istoricii Coranului vorbesc însă de un proces mai gradual chiar decât cel prezentat de tradiție, Coranul fiind rodul unei munci redacționale ale cărturarilor islamici aflați în slujba puterii califale contemporane lor, o muncă întinsă pe o perioadă de mai bine de un secol. Conform musulmanilor, cert este un singur lucru, ca Gabriel i-a cântat lui Mahomet.
Versiunea lui Uthman (cunoscută sub numele Mushaf 'Uthmān "Vulgata lui Osman") organizează revelațiile în ordinea lungimii, cu cele mai lungi capitole (sura) la începutul Coranului și cele mai scurte la sfârșit. În viziunea conservatorilor ordinea capitolelor este stabilită de divinitate. Mai târziu specialiștii au încercat să așeze capitolele în ordine cronologică, și printre musulmani există un consens privind impărțirea capitolelor în cele revelate la Mecca și cele revelate la Medina. Unele sure (de exemplu Sura XVII - Al-Isrā‘) au fost revelate în mai multe locuri, în perioade diferite.
Deoarece Coranul a fost scris într-un sistem grafic ce nota doar consoanele și care nu poseda încă un sistem de puncte diacritice care să diferențieze literele izomorfe, și deoarece existau tradiții diferite ale recitării, pe măsură ce persoane care nu vorbeau limba arabă se converteau la islam, exista o neînțelegere privind lectura exactă a anumitor versete. Până la urmă s-au dezvoltat forme de scriere care folosesc "puncte" pentru a indica vocalele. Sute de ani dupa Uthman, cărturarii musulmani au încercat să determine aplicarea punctelor și citirea corectă în textul nevocalizat al lui Uthman. În urma cercetărilor, au fost acceptate șapte variante canonice de citire a Coranului (acestea se referă doar la intonare și la decuparea textului - scris fără punctuație - în propoziții), diferențele dintre acestea fiind considerate minore, fără să afecteze textul.
Coranul, încă de la începuturile sale, a devenit centrul devotamentului islamic și totodată subiectul controverselor teologice. În secolul al VIII-lea, mu'taziliții au susținut crearea Coranului de-a lungul timpului. Oponenții lor, din diferite școli, au pretins eternitatea și perfecțiunea Coranului, existent în ceruri înainte să fie revelat lui Muhammad. Teologia aș'arită (care a devenit predominantă) susține eternitatea Coranului și, ca atare, increarea lui. Unele mișcări moderne din cadrul islamului se apropie însă de poziția mu'tazilită.
Incepută în secolul al VII-lea, redactarea Coranului se termină abia în anul 1923, când la inițiativa regelui Fuad I al Egiptului, Universitatea-moschee Al-Azhar din Cairo, tipărește exemplarul rămas de la Osman - Vulgata lui Osman - în mii de exemplare pe care le trimite în toată lumea islamică.
Tipărirea în masă a Coranului în arabă și traducerea în alte limbi sunt considerate facilități moderne. 
Din punct de vedere pur Occidental, ca argument al Occiddentului, este un fapt istoric ca textul sacru si lumea sacra araba au fascinat cei mai mari scriitori ai tuturor tarilor de veacuri, precum Cervantes & Siglo d'Oro, Sfanta Tereza, Poe, Washington Irving, Twain, Goethe, Mihai Eminescu si Al. Macedonski, ori Cosbuc intr altele autorul lui El-Zorab si traducatorul & comentatorul lui Dante la noi, ori compozitori majori precum Wolfgang Amadeus Mozart. Ca argument teologic, Coranul poate media intre Tanakh & gospel singurele cuvinte semnate. Ca al treilea argument, psihologic, este Boala Crestinismului, orice crestin o stie, Coranul constituind cea mai buna Aspirina. Ca al patrulea argument, daca Capitolul 1 este Trimis, toate celelalte sunt, indiferent de sentimentele noastre, un aspect devios divin al intregii Biblii. Ca argument numarul cinci in favoarea biblicitatii autentice & arabe a textului sacru este - pentru orice intelectual postmodern - tendinta coranica si islamica spre armonie, noi stiind ca aceasta nu apartine decat Credintei in Dumnezeu, cum sunt Biblia veche ori Marii Compozitori Germanici.

## Coranul și limba arabă

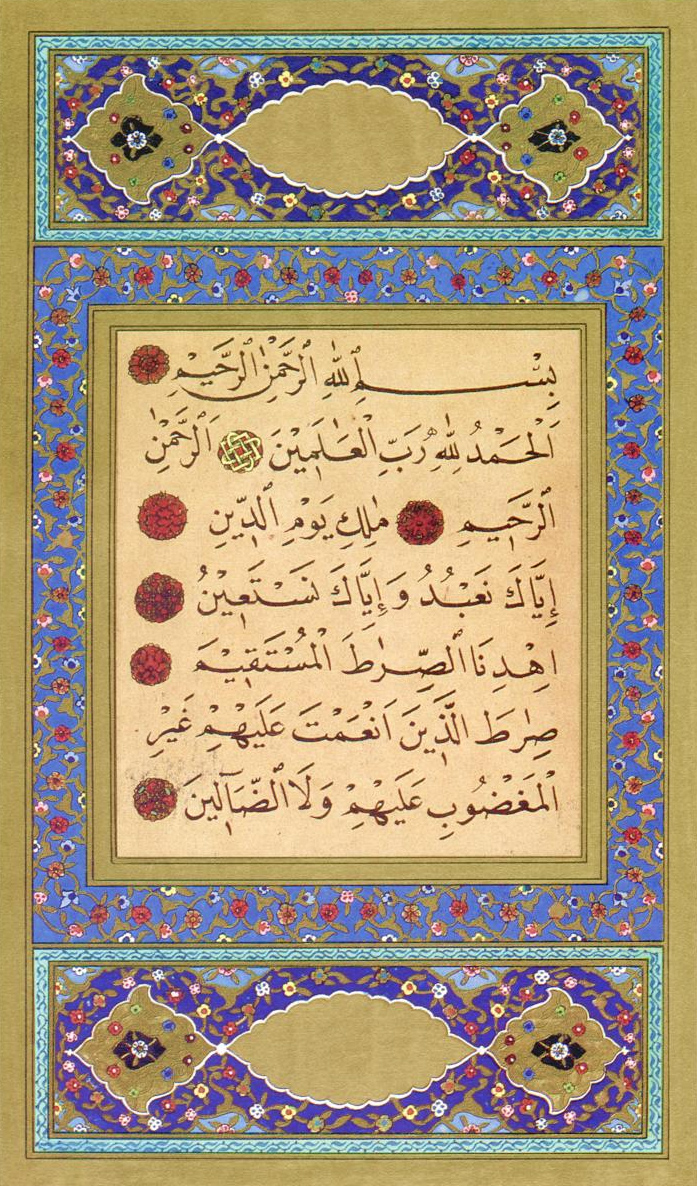
Prima sură din Coran.

Pentru musulmani, dar si pentru teologia biblica, limba arabă ca mijloc de expresie a Coranului, Cuvântul lui Dumnezeu, este perfectă ca și Coranul însuși. Când se vorbește despre perfecțiunea acestei limbi, se scot în evidență elemente prezente în apologiile tuturor limbilor: muzicalitate, logică, bogăție sinonimică, simbolismul sunetelor, concizie, și mai ales motivarea ce ar exista în relația formă sonoră-conținut semantic. Perfecțiunea acestei limbi este subliniată permanent în lucrările autorilor musulmani consacrate inimitabilității – al-’i‘ğāz (termen tradus și cu „miracol” sau „minune”) – textului coranic, manifestată atât la nivelul expresiei, cât și al conținutului. Factorul declanșator al acestei apologii a limbajului coranic se află chiar în Coran, ca o sfidare aruncată deopotrivă oamenilor și ginnilor (spiritelor) de a produce ceva asemănător acestui text:
Dacă vă îndoiți de ceea ce am pogorât asupra robului Nostru, aduceți-ne o sură care să fie deopotrivă cu aceasta! Chemați-vă martorii, alții decât Dumnezeu, dacă spuneți adevărul! Dacă nu o faceți – și nu o veți face – temeți-vă de Focul cel mare care mistuie oameni și pietre, gata pregătit pentru cei tăgăduitori (Coran, II, 23-24).

## Conceptele coranice

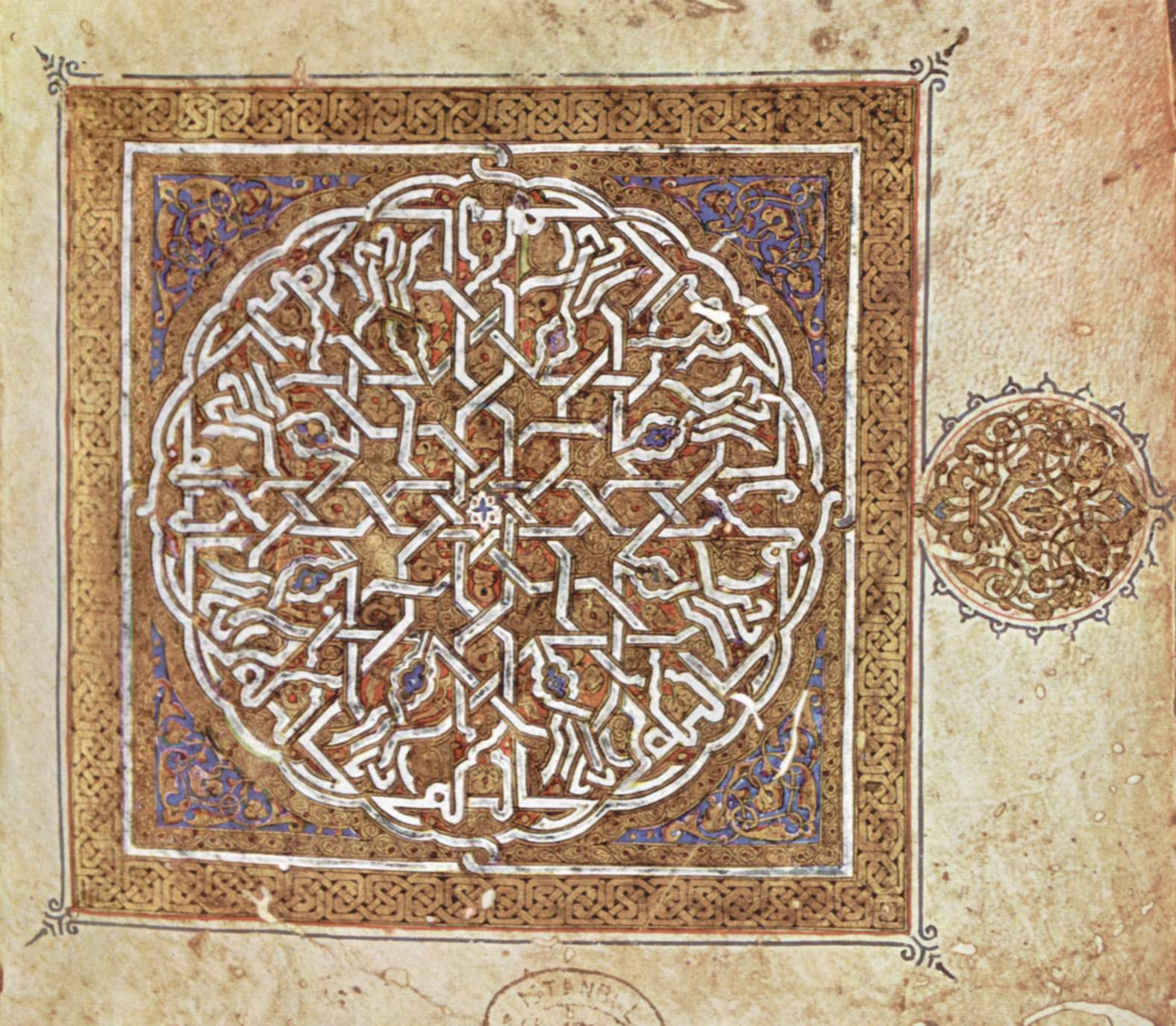
Coran

Conceptele continuu repetate care cristalizează esența mesajului coranic sunt:
- Despre Dumnezeu care este prezentat prin „cele mai frumoase nume” (al-'asma' al-husna) ale sale sau „cele nouăzeci și nouă de nume”, ce reprezintă chintesența credinței islamice. Aceste calificative repetate la sfârșitul versetului, puse în valoare astfel prin rimă și prin ritm, ajung să se încrusteze în memorie. Se poate deduce că un spirit impregnat de Coran va fi, în mod firesc, dispus să și-l reprezinte pe Dumnezeu pornind de la calificativele sale; pentru un musulman lista numelor divine este ca un rezumat al Coranului, ca un memento. Islamul, ca religie teocentrică, are drept crez afirmarea Dumnezeului unic – așa cum arată mărturia de credință „nu există [dumne]zeu în afara lui Dumnezeu!” -, revelat profetului Muhammad. similara cu notiunea Torei in care Moise scrie ca a fost trimis de Dumnezeu, vorbind cu Dumnezeu, ori in care Ioan marturiseste despre Ioan, in textele cursive. Deci Mohamet este un profet al lui Dumnezeu, darr si Profetul arab, dupa Ishmael, - si Pavel, dar si Ucenicului etiopian ori chiar Apostolilor marianici glosolali botezati cu Duh Sfant si cu Foc asemeni Tufisului din Exod - de asemenea profeti arabi. Ca  o metafora asa cum Focul este sortit sa arda tot raul lumii, Coranul Dumnezeirii va arde intreaga Lume. Problema esențială, pornind de aici, este de a ști cine este acest Dumnezeu, iar răspunsul cel mai la îndemână se află în atributele coranice prin care se dezvăluie oamenilor, cum ar fi: Unul, Supremul(Coranul: XXXIX, 5), Viul (Coranul: II, 256), Stăpânul întregii făpturi (Coranul: I,2), Milostivul (Coranul: I,3), Atotputernicul (Coranul: XXIX, 43), Cel care aude și cunoaște totul (Coranul: V,77), Înțeleptul (Coranul: XXXIV, 2), Iertătorul (Coranul: XXXIV, 3), Binefăcătorul (Coranul: XXVII, 41), Iubitorul (Coranul: XI, 91), Creatorul (Coranul: LIX, 25), Înaltul, Marele (Coranul: II ,256), Sfântul (Coranul: X, 69), Gloriosul (Coranul: XXXI, 13) etc. Pe lângă aceste epitete, în Coran există dese definiri ale divinății:

Spune: “Unul este Dumnezeu. Dumnezeu!.. Absolutul! El nu naște și nu se naște, și nimeni nu-I este asemenea” (Coranul, CXII).
Coranul - Cartea vie; inepuizabila, asemeni Bibliei - poate avea si sensul de Tacerea Rogativa a Profetilor, bunaoara Abraham, copiii sai, ori Isus insusi, tacerea auzita a martirului - Mohammad insusi adaugat la Predecesorii sai - in continua ardere inaintea lui Dumnezeu, singur pe Lume, hafez? - Scriptura Frumoasa nu datorita Legilor Esteticii ci Dumnezeului sfant si viu care ii raspunde Pasalmirii ei.
Dumnezeu este lumina cerurilor și a pământului! Lumina Sa este asemnea unei firide unde se află o lampă. Lampa se află într-o sticlă, iar sticla este asemenea unei stele strălucitoare. Ea este aprinsă de la un copac binecuvântat: măslinul care nu este nici de la Răsărit și nici de la Asfințit și al cărui ulei aproape că luminează fără ca focul să-l atingă. Lumină asupra luminii! Dumnezeu călăuzește către lumina Sa pe cine voiește. Dumnezeu dă oamenilor pilde. Dumnezeu este Atotcunoscător (Coranul, XXIV, 35).
Dumnezeu! Nu este [dumne]zeu afară de El, Viul, Veșnicul! Nici picoteala, nici somnul nu-L prind vreodată! Ale Lui sunt cele din ceruri și de pe pământ. Cine-ar putea mijloci la El, fără îngăduința Sa? El cunoaște cele dinaintea lor și cele de după ei, iar ei nu cuprind din știința Sa decât ceea ce El voiește. Tronul Său este mai întins decât cerurile și pământul a căror păzire nu-I este Lui povară, căci El este Înaltul, Marele (Coranul, II, 255).
- Despre calitățile musulmanului credincios care trebuie: să creadă numai în Dumnezeu, Unul (Coranul: II, 41), să nu mintă (Coranul: IX, 20), să nu comită adultere (Coranul: XVII, 33), să nu fure (Coranul: V, 39), să nu ucidă (Coranul: VI, 152), să nu se lăcomească (VIII, 28), să nu fie ipocrit (Coranul: VIII, 59), să fie deșat de zădărniciile lumii (Coranul: XXIII, 3), să facă eforturi pentru a cunoaște cât mai mult (Coranul: XX, 115), să fie drept (Coranul: IV, 59), să fie binevoitor (Coranul: XVI, 91), să fie neclintit în credință (Coranul: III, 201), să nu fie nerecunoscător (Coranul: XXXIX, 67), să-i determine pe cei din jur să facă numai fapte bune (Coranul: XVI, 126), să nu spună ceea ce nu face (Coranul: LXI, 3), să nu fie îngâmfat (Coranul: IV, 37), să fie milos (Coranul: XVII, 30), să fie umil (Coranul: XXV, 64), să vorbească frumos oamenilor (Coranul: II, 84), să-i ierte pe cei ce greșesc față de el (Coranul: III, 134), să răspundă răului cu binele (Coranul: XIII, 23), să nu bârfească (Coranul: CIII, 2), să cheltuie o parte din avere pentru cauza lui Dumnezeu (Coranul: II, 262), pentru săraci și nevoiași (Coranul: II, 272), să nu jignească și să poreclească pe nimeni (Coranul: XLIX, 12), să mănânce numai lucruri curate (Coranul: II, 169), să fie mereu curat (Coranul: II, 223) etc.
- Despre Ziua Judecății de Apoi – pentru a induce credincioșilor datoria față de Dumnezeu și de om – când toate faptele, chiar și cele mai mici decât un grăunte de nisip, vor fi puse la socoteală (Coranul: XCIX, 8-9), accentuând că: tot ceea ce există pe pământ poartă în sine sămânța pieirii (Coranul: LV, 27), că cerurile și pământul nu au fost zidite întru zădărnicie (Coranul: XXXVIII, 28), că Dumnezeu, așa cum a făcut să apară creația, tot așa o va face să și dispară (Coranul: XXI, 104), că sfârșitul nu poate fi evitat nici în ceruri și nici pe pământ (Coranul: VII, 188), că Cel ce le-a dat viață oamenilor o dată, le-o va da și a doua oară (Coranul: XVII, 52), că El, Cel ce a avut puterea să creeze cerurile și pământurile, are și puterea de a-i readuce pe oameni la viață (Coranul: XVII, 100), că învierea este un fapt ce ține de legea firii (Coranul: XXII, 6), că oamenii, având în vedere că nu pot învinge moartea, să o considere ca o etapă indispensabilă în trecerea lor spre eternitate (Coranul: LVI, 88) etc.
- Despre statuarea comportamentului credincioșilor: față de părinți (Coranul: XVII, 24-25), față de rude, vecini, orfani (Coranul: IV, 37), față de soții (Coranul: II, 188), față de copii (Coranul: VI, 153), față de văduve (Coranul: IV, 20), față de dușmani (Coranul: V, 9), față de campaniile duse împotriva necredincioșilor (Coranul: XXIV, 61) etc.

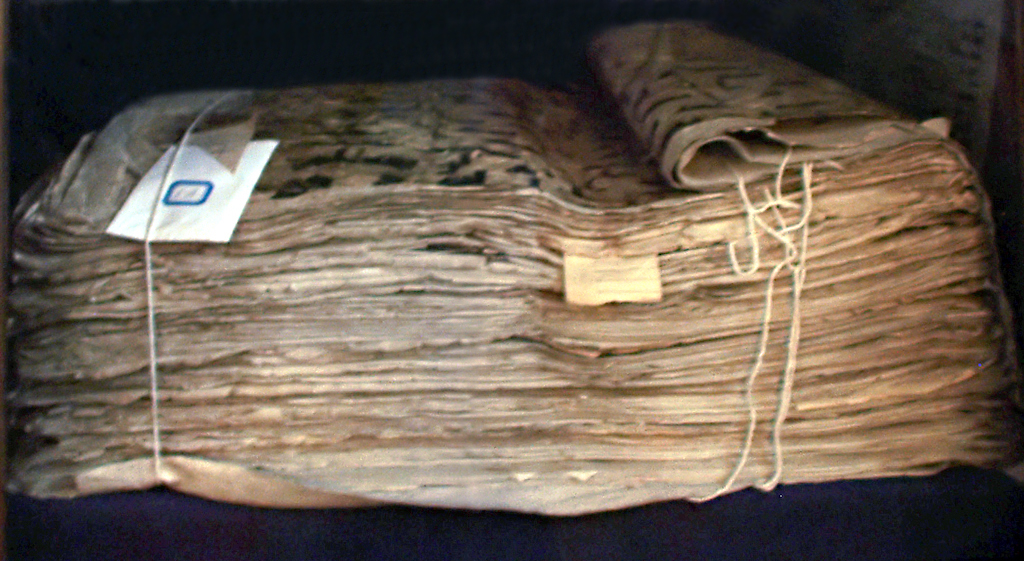
Coran din secolul al IX-lea

## Coranul și traducerea sa
Discuțiile asupra traducerii Coranului, în mediile islamice, au început, chiar din timpul vieții profetului Muhammad, continuând, apoi, secole de-a rândul, fără să se ajungă la o hotărâre definitivă în acest sens. În ceea ce privește traducerea substitutivă, cea care ar trebui să înlocuiască textul coranic arab, este total interzisă, pe când traducerea informativă, cea menită doar să comunice sensurile textului coranic, este aprobată de autoritățile islamice, cu anumite condiții, și care există în momentul de față în mai toate limbile lumii, inclusiv în română. 

Din punctul de vedere al dreptului canonic, Coranul constă din nazm - "compoziție" și ma'nā - "semnificație". Acestea sunt aspectele esențiale fără de care Coranul nu ar mai putea fi Coran. Adepții dreptul canonic se concentrează asupra descrierii compoziției, și aceasta nu pentru că nu ar da atenție semnificației, ba dimpotrivă, ei vor ca semnificația să nu fie absolut deloc alterată. Și cum singura cale prin care se poate realiza acest deziderat constă în păstrarea intactă a compoziției, ca atare, în viziunea lor, ideea traducerii substitutive a Coranului nu este acceptabilă, iar cele câteva tentative făcute au fost anihilate. În ceea ce privește traducerea informativă, pozițiile sunt împărțite în funcție de școlile juridice. Reprezentanții celor patru mari școli juridice sunnite (hanefită, șafeită, malekită, hanbalită) au puncte de vedere diferite și nu de puține ori contradictorii - chiar în cadrul aceleiași școli – asupra traducerii textului coranic pentru musulmanii nearabofoni. 

În ceea ce privește teologia, care face apel nu numai la datele coranice, ci și la argumente raționale, aceasta face o distincție între al-kalām al-lafzī „cuvântul   rostit” ca formă concretă de manifestare a arhetipului său, al-kalām al-nafsī „cuvântul spiritual”, cuvântul-esență aflat din preeternitate în ceruri pe al-Lawh al-Mahfūz „Tabla Păstrată”. Prin revelația avută de profetul Muhammad, cuvântul-esență se materializează în cuvântul rostit care este însăși expresia arabă a Coranului. Și numai această formă concretă de manifestare, cu sensurile ei exoterice, poate fi tradusă pentru cei ce nu cunosc araba, ca un prim pas în apropierea lor față de acest text. 

Într-o tradiție rămasă de la profetul Muhammad, se spune că versetele coranice conțin nu numai un sens zahir "exoteric", dar și unul batin "ezoteric" care la rândul său are o multitudine de alte sensuri posibile – minimum șapte și maximum șaptezeci – aflate într-o perpetuă mișcare precum valurile mării. Sensul exoteric, de suprafață, este singurul care poate fi exprimat într-o altă limbă, celelalte sensuri, ascunse, rămând legate de textul original.

## Analiza textologică
Critica textologică a Coranului este o disciplină academică aflată abia la începuturile ei, deoarece musulmanii s-au opus în mod tradițional criticii superioare aplicate Coranului. În unele țări analiza textologică poate fi considerată drept apostazie.
Musulmanii consideră textul arab original drept fiind revelația finală, descoperită lui Mohamed începând cu anul 610 până la moartea sa în 632. Conform tradiției islamice, Coranul a fost memorat și apoi scris de către tovarășii lui Mahomed, fiind copiat funcție de nevoie.
Despre Coran se crede că a avut o tradiție orală prin care a fost transmis până la un moment dat. Diferențele care afectau sensul erau consemnate, iar în jurul anului 650 Usman a început un proces de standardizare, bănuim că în scopul de a elimina astfel de diferențe dintre Corane. Standarizarea lui Usman nu a eliminat complet variantele textuale.
În anii 1970, 14000 de fragmente ale Coranului au fost descoperite în Marea Moschee din Sana'a, numite manuscrisele de la Sana'a. Circa 12000 de fragmente aparținuseră a 926 de exemplare ale Coranului, celelalte 2000 fiind fragmente disparate. Cea mai veche copie a Coranului cunoscută în zilele noastre aparține acestei colecții, ea datează de la sfârșitul secolului VII la secolul a VIII-lea.
Cercetătorul german Gerd R. Puin a investigat aceste fragmente de Coran timp de ani de zile. Echipa sa de cercetare a efectuate 35000 de fotografii pe microfilm ale manuscriselor, pe care el le-a datat la începutul secolului al VIII-lea. Puin nu a publicat încă lucrarea completă, dar a observat deja niște ordini neconvenționale ale versetelor, variante textuale minore, plus stiluri ciudate de ortografie. El a sugerat că unele din pergamente erau palimpseste care fuseseră refolosite. Puin credea că asta implică un text aflat în evoluție și nu unul fix.
Într-un articol din 1999 în Atlantic Monthly, Gerd Puin a fost citat cu următoarele afirmații:
„Viziunea mea este: Coranul era un fel de coctail de texte care nu erau înțelese complet nici măcar în vremea lui Mahomed. Multe dintre ele pot fi cu câteva sute de ani mai bătrâne decât islamul. Chiar în cadrul tradițiilor islamice există un mare conținut de informații contradictorii, care include un substrat creștin semnificativ; cercetătorii ar putea de exemplu deduce din ele o completă anti-istorie islamică dacă ar dori asta.”
„Coranul pretinde despre el însuși că este 'mubeen', sau 'clar', dar dacă îl analizăm vom observa că aproximativ fiecare a cincea propoziție este lipsită de sens. Mulți musulmani — și orientaliști — vă vor spune desigur contrariul, dar este un fapt real că circa o cincime din textul coranic este pur și simplu de neînțeles. Asta a produs temerea tradițională față de traduceri. Dacă el nu poate fi înțeles — dacă nu poate fi înțeles nici măcar în limba arabă — atunci este intraductibil. Oamenii se tem de asta. Și deoarece Coranul afirmă în mod repetat că este clar, dar în mod manifest nu este așa — precum înșiși vorbitorii de arabă v-o pot spune — aici este o contradicție. Altceva trebuie să fie la mijloc.”
Cercetătorul canadian al islamului Andrew Rippin a afirmat în mod similar:
„Impactul manuscriselor yemenite se resimte încă. Variantele lor textuale și ordinile versetelor sunt foarte semnificante. Toți sunt de acord cu acest lucru. Aceste manuscrise afirmă că istoria precoce a textului Coranului este o întrebare deschisă într-o măsură mult mai mare decât s-ar fi așteptat mulți: textul era mai puțin stabil și prin urmare avea mai puțină autoritate decât s-a susținut mereu.”
Din aceste motive, unii cercetători, în special cei care sunt asociați cu Școala revizionistă de studii islamice, au propus că viziunea tradițională despre compunerea Coranului trebuie respinsă și că este nevoie de o nouă perspectivă asupra Coranului. Puin, comparând studiile coranice cu studiile biblice, a afirmat:
„Foarte mulți musulmani au credința că tot ce este conținut între cele două coperți ale Coranului este cuvântul nemodificat al lui Dumnezeu. Lor le place să citeze critica textologică arătând că Biblia are o istorie și că n-a picat direct din cer, dar până acum Coranul n-a făcut parte din această discuție. Singurul mod de a sparge acest zid este de a dovedi că și Coranul are o istorie. Fragmentele de la Sana'a ne vor ajuta să facem asta.”
În 2015, unele din cele mai vechi fragmente coranice cunoscute, datate între circa 568 și 645, au fost identificate la Universitatea din Birmingham. David Thomas, profesor universitar de creștinism și islam, a comentat:
„Aceste porțiuni trebuie să fi fost într-o formă care este foarte apropiată de Coranele citite azi, ceea ce susține punctul de vedere că textul a suferit schimbări mici sau deloc, ceea ce poate fi datat la un moment foarte apropiat de momentul în care se crede că ar fi fost revelat.”

## Traduceri ale Coranului în limba română
În limba română există patru traduceri ale Coranului.
Prima traducere a fost realizată de Silvestru Octavian Isopescul, la începutul secolului XX, a treia, de profesorul universitar George Grigore, în anul 2000.
Edițiile tipărite ale Coranului:
- Coranul, trad. Silvestru Octavian Isopescul, Cernăuți, 1912.
- Coranul, trad. Silvestru Octavian Isopescul, Cluj, Editura ETA, 1992.
- Coranul cel Sfânt (Traducerea sensurilor și comentarii), București, Liga Islamică și Culturală din România, 1997.
- Coranul, trad. George Grigore, Editura Kriterion, București, 2000.
- Coranul, trad. Silvestru Octavian Isopescul, Cartier, 2001.
- Coran (Ultima Carte Sfântă), Istanbul, trad. Mustafa Ali Mehmet, 2003.
- Coranul (ediție bilingvă română-arabă), trad. George Grigore, Çağrı Yayınları, Istanbul, 2003.
- Coranul, trad. George Grigore, Editura Herald, 2005, 2007.
- Coranul, trad. Silvestru Octavian Isopescul, Cartier, 2005.

## Notă bibliografică
Citatele din Coran sunt preluate din Coranul, ediție bilingvă arabă-română, traducere: George Grigore, Çağrı Yayınları, Istanbul, 2003. 

Observație: în cazul citatelor din Coran, cifra romană indică sura, iar cea arabă, versetul.